# Vliegramp in Fernelmont
Op zaterdag 19 oktober 2013 stortte een vliegtuig van het type Pilatus Porter, een klein transportvliegtuig, neer in Fernelmont. Aan boord waren de piloot en tien parachutisten. Geen van allen overleefde de crash. Het vliegtuig was vertrokken van de luchthaven van Namen-Temploux, onder andere voor de luchtdoop van een van de passagiers.
Getuigen zagen dat tijdens de vlucht een stuk van een van de vleugels afbrak, waarna het toestel neerstortte. Op 3 april 2014 maakte de Belgische justitie bekend dat de crash veroorzaakt was door een acrobatisch manoeuvre waar het vliegtuig niet voor geschikt was.

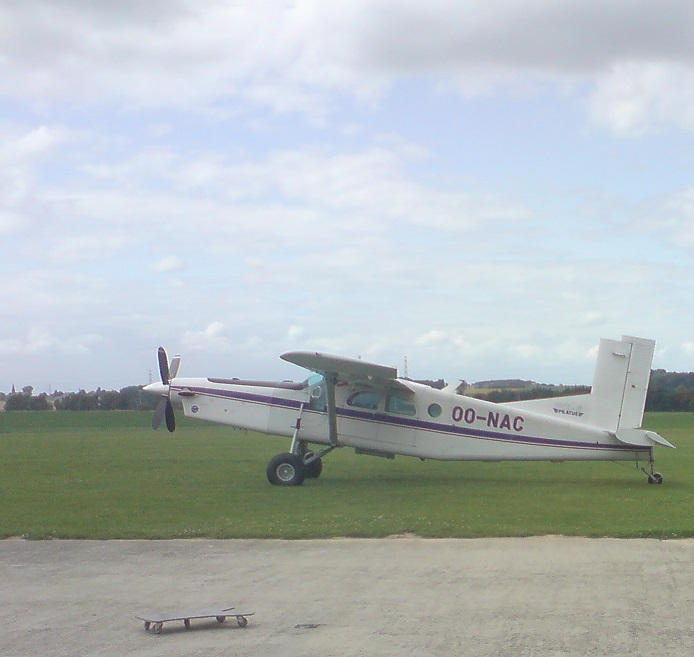
Een vergelijkbare Pilatus Porter op Temploux